# Stadio Comunale di Chiasso
Stadio Comunale di Chiasso – wielofunkcyjny stadion w Chiasso, w Szwajcarii. Został otwarty 31 sierpnia 1969 roku. Swoje spotkania rozgrywa na nim drużyna FC Chiasso. Obiekt może pomieścić 12 160 widzów, z czego 1160 miejsc jest siedzących (znajdują się na za zadaszonej trybunie głównej).